# استثمار طبقاتی
ستم طبقاتی یا استثمار طبقاتی به معنای برداشت ثمره کار و زحمت طبقات پایین جامعه مانند پرولتاریا(کارگران و کشاورزان) توسط طبقات بالاتر مانند بورژوازی(سرمایه داران) است. نخستین بار مفهوم ستم طبقاتی توسط کارل مارکس بیان شد. 
مارکس و انگلس معتقد بودند که در طول تاریخ همواره افراد فرادست ثمره و حاصل کار افراد فرو دست را در تمام جوامع برداشت میکنند و همین عامل وجود فقر در طبقات پایین یک جامعه با وجود انجام کارهای سخت و فراوان توسط اعضای آن است.

## طبقات اجتماعی
مارکس جوامع امروزی را به سه دسته تقسیم میکند، دسته اول و مهم ترین و زحمتکش ترین آنها پرولتاریا است که عمدتا شامل کارگران و کشاورزان است، دسته دوم خرده بورژوازی و دسته سوم بورژوازی است. از دیدگاه مارکس در نظام اقتصادی جوامع طبقاتی امروزی که به آن کاپیتالسم یا سرمایه داری نیز میگویند سرمایه داران که از طبقه بورژوازی هستند با استثمار کارگران که از طبقه پرولتاریا هستند عملا به کارگران ستم میکنند و اینگونه استثمار یا ستم طبقاتی بوجود می آید.